# Clamecy (Aisne)
Clamecy es una comuna francesa, situada en el departamento de Aisne, de la región de Alta Francia.

## Demografía
| 178 | 199 | 198 | 198 | 292 | 272 | 232 | 224 |
| Para los censos de 1962 a 1999 la población legal corresponde a la población sin duplicidades (Fuente: INSEE [Consultar]) |     |     |     |     |     |     |     |